# Diplostephium
Diplostephium är ett släkte av korgblommiga växter. Diplostephium ingår i familjen korgblommiga växter.

## Bildgalleri

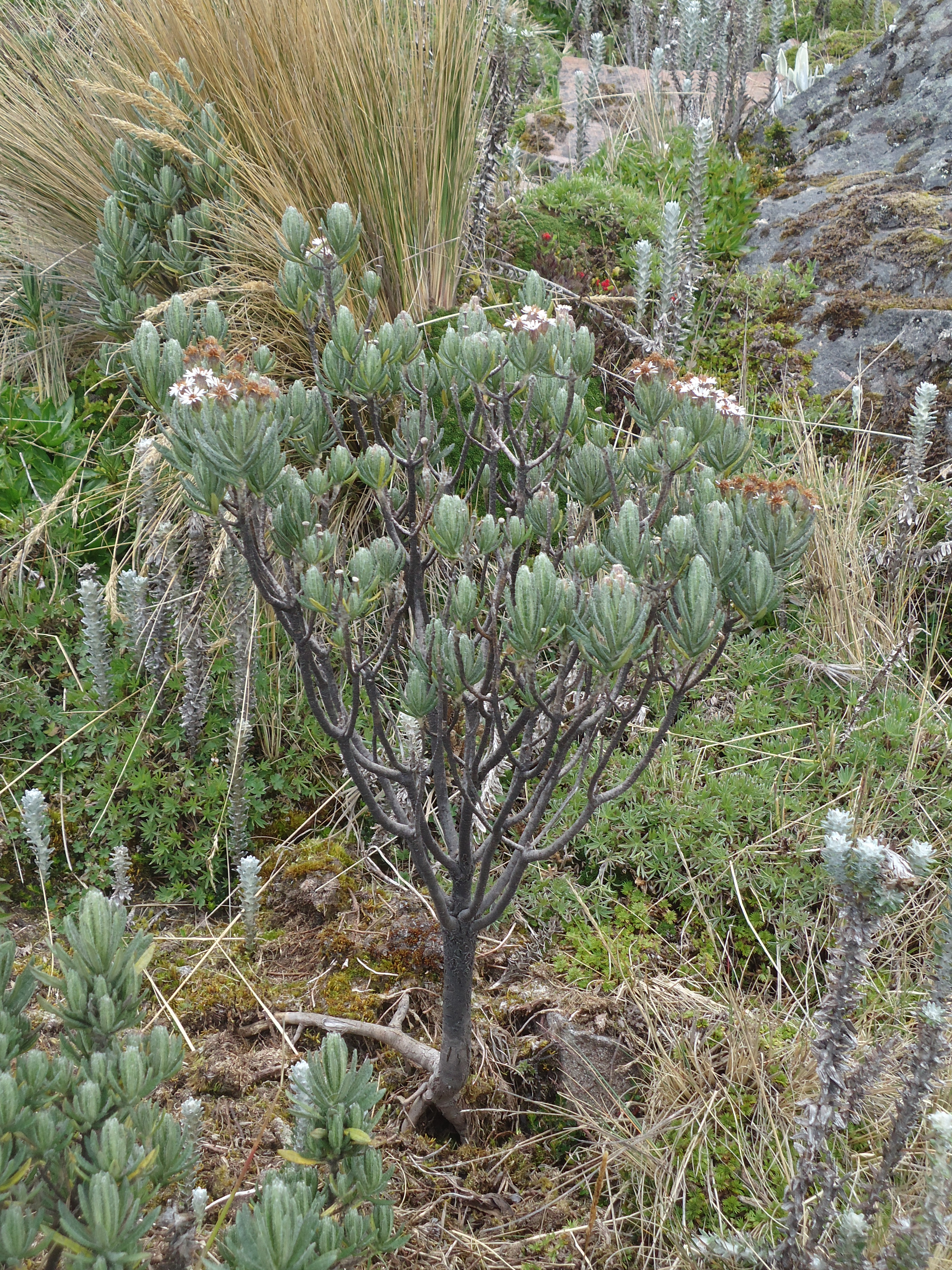
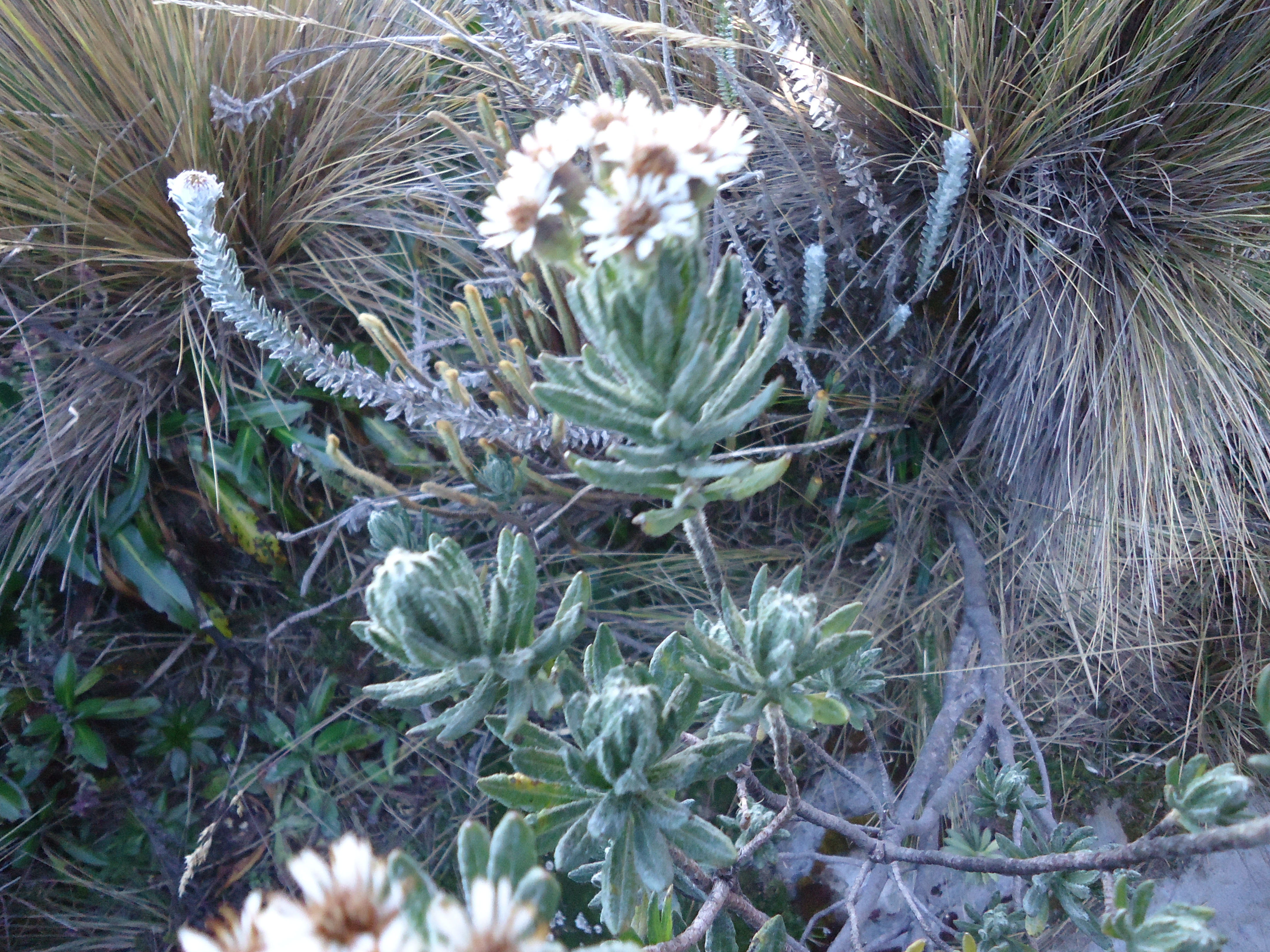
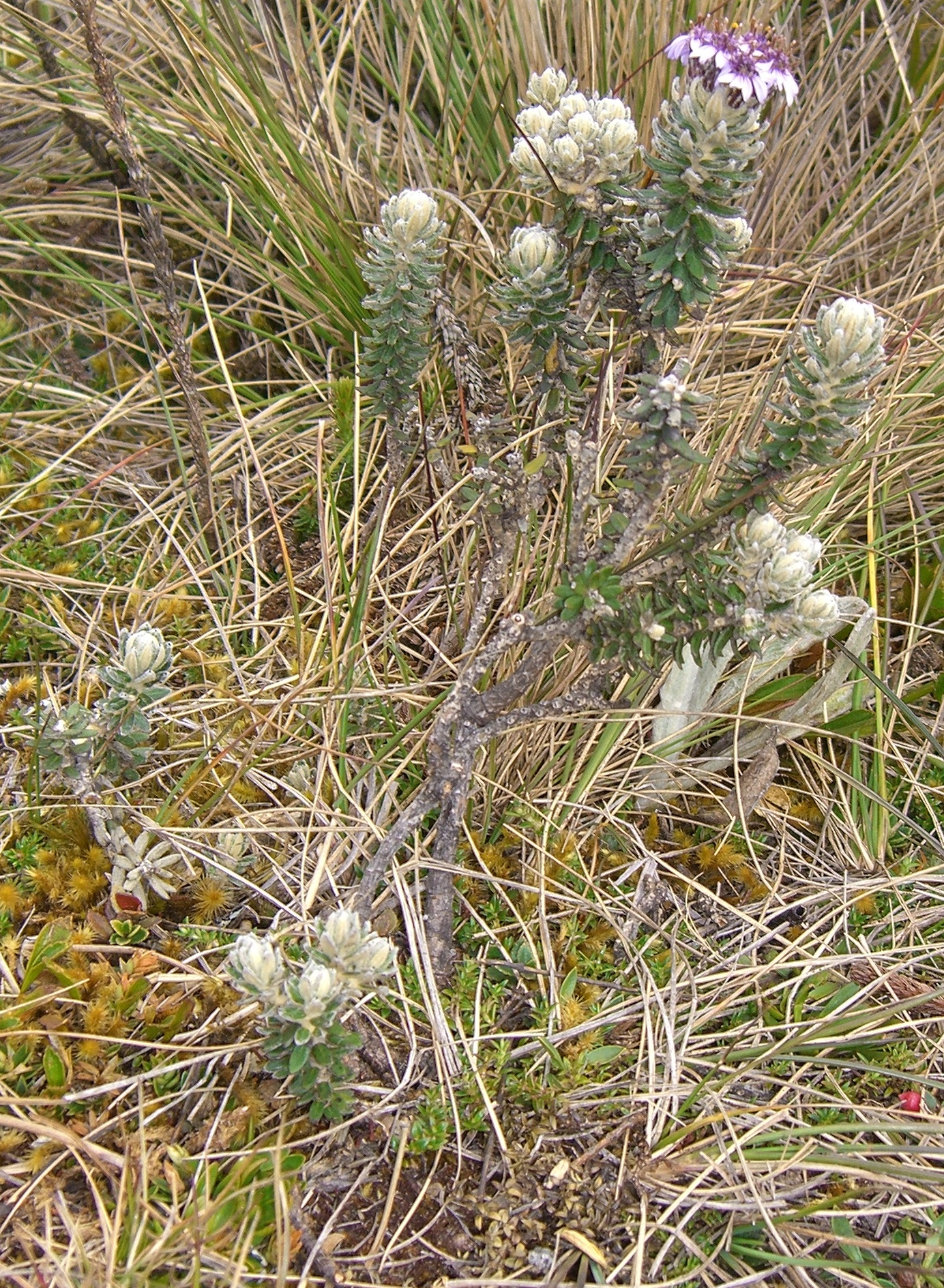
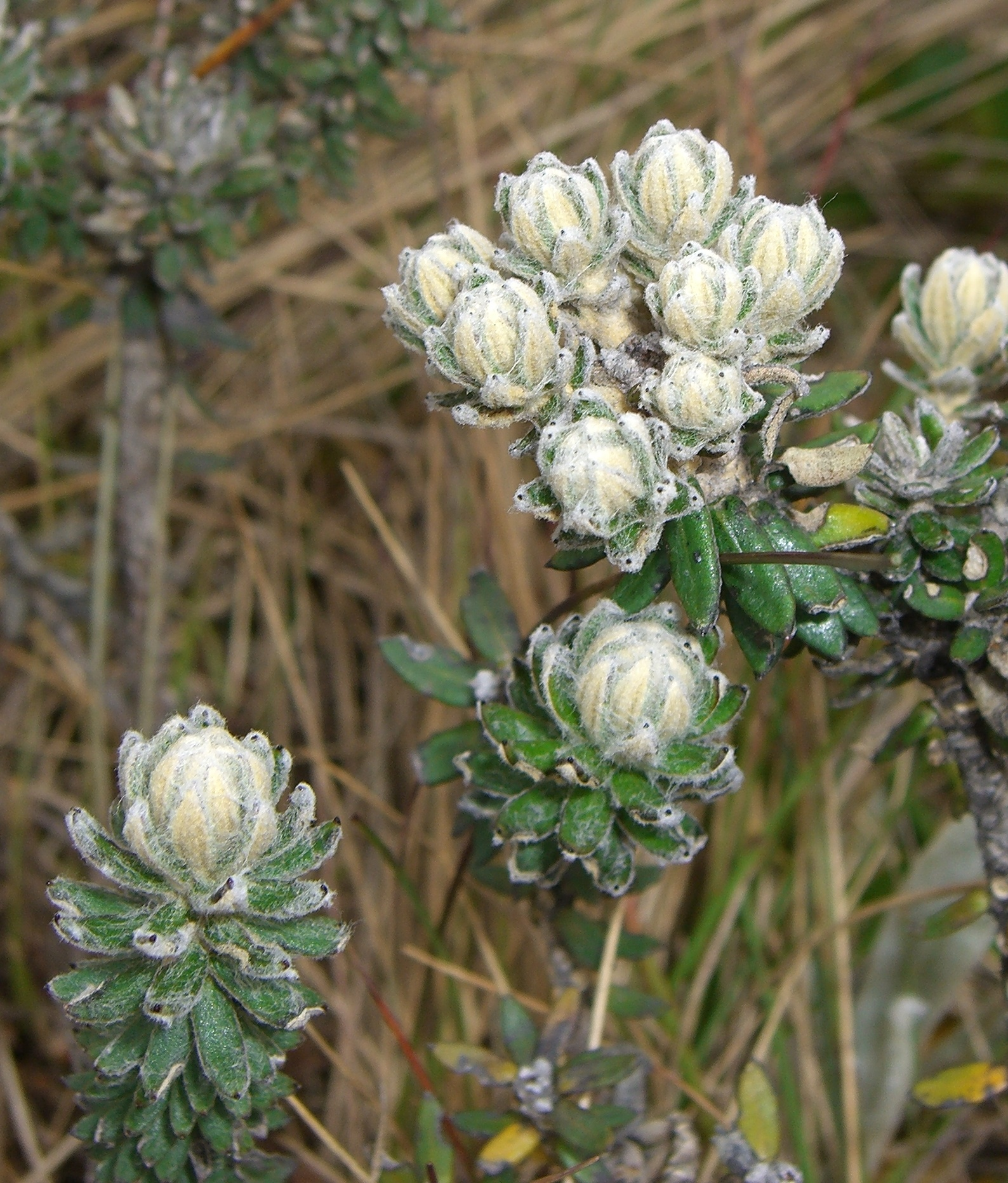
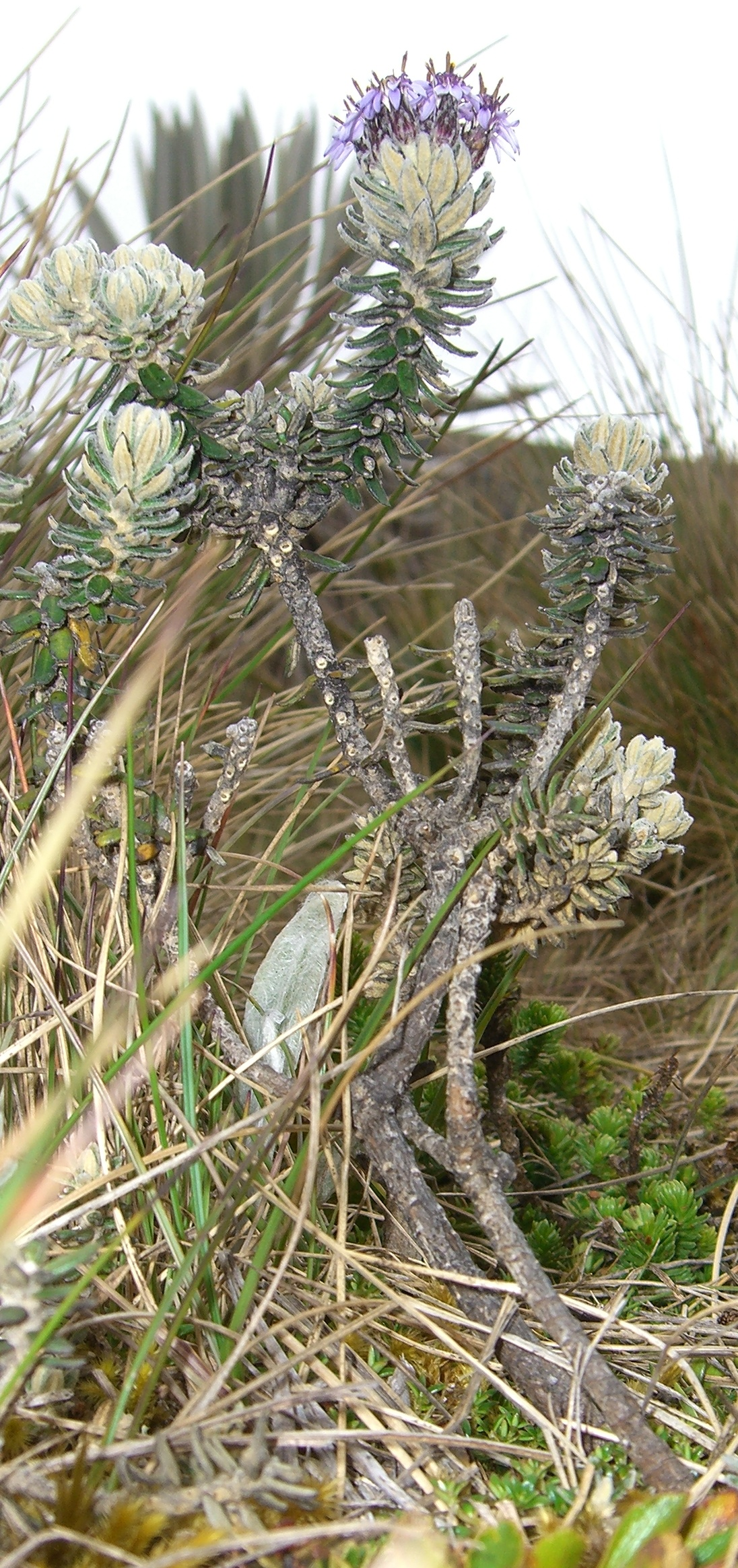
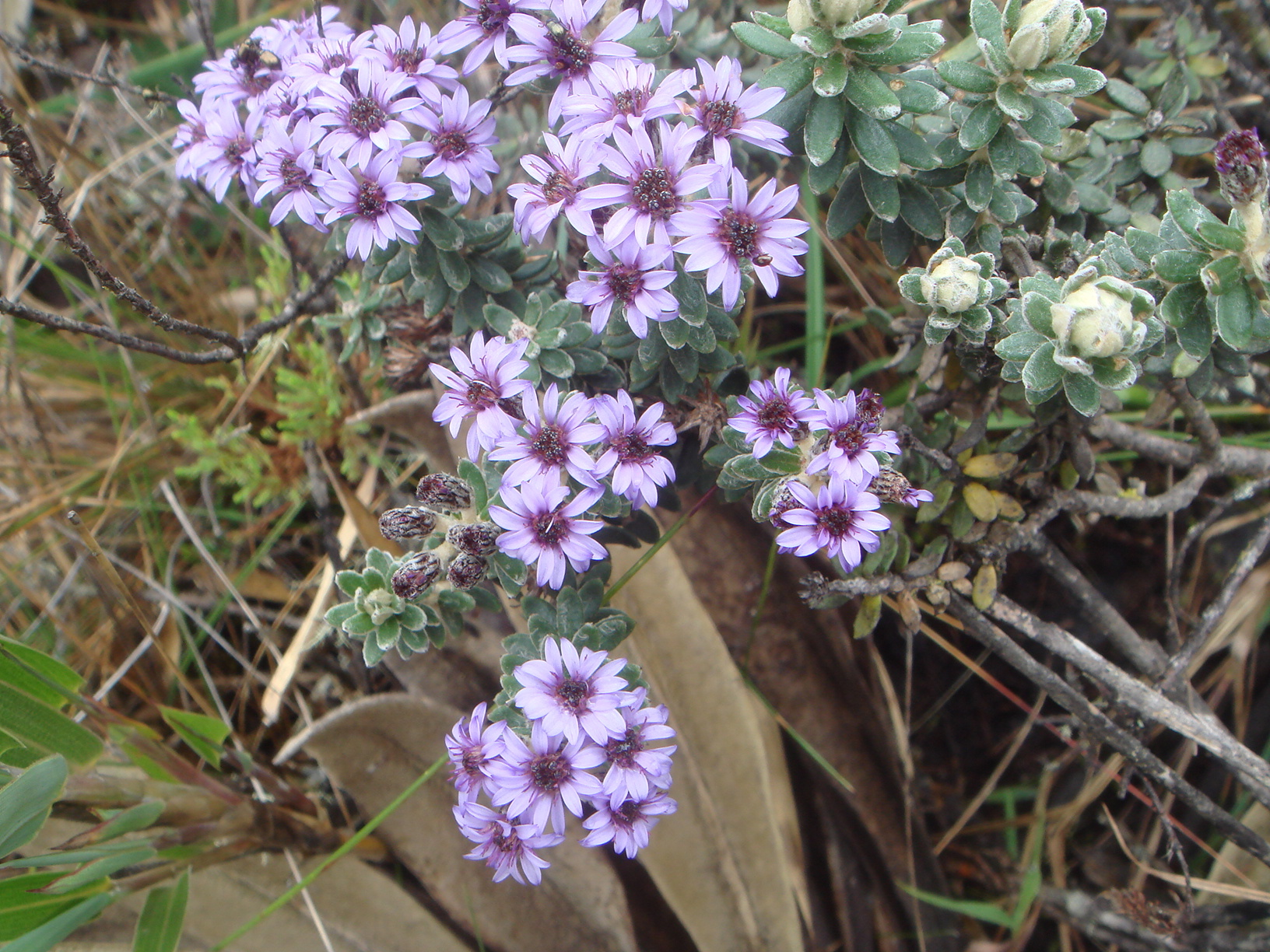

## Dottertaxa tillDiplostephium, i alfabetisk ordning[1]
- Diplostephium abietinum
- Diplostephium alveolatum
- Diplostephium anactinotum
- Diplostephium antioquense
- Diplostephium apiculatum
- Diplostephium asplundii
- Diplostephium azureum
- Diplostephium barclayanum
- Diplostephium bicolor
- Diplostephium cajamarquillense
- Diplostephium callaense
- Diplostephium callilepis
- Diplostephium camargoanum
- Diplostephium carabayense
- Diplostephium cayambense
- Diplostephium chrysotrichum
- Diplostephium cinerascens
- Diplostephium cinereum
- Diplostephium colombianum
- Diplostephium coriaceum
- Diplostephium costaricense
- Diplostephium crassifolium
- Diplostephium crypteriophyllum
- Diplostephium cyparissias
- Diplostephium dentatum
- Diplostephium ellipticum
- Diplostephium empetrifolium
- Diplostephium ericoides
- Diplostephium eriophorum
- Diplostephium espinosae
- Diplostephium farallonense
- Diplostephium fernandez-alonsoi
- Diplostephium floribundum
- Diplostephium foliosissimum
- Diplostephium fosbergii
- Diplostephium friedbergii
- Diplostephium frontinense
- Diplostephium glandulosum
- Diplostephium glutinosum
- Diplostephium gnidioides
- Diplostephium goodspeedii
- Diplostephium grantii
- Diplostephium gynoxyoides
- Diplostephium haenkei
- Diplostephium hartwegii
- Diplostephium heterophyllum
- Diplostephium hippophae
- Diplostephium huertasii
- Diplostephium incanum
- Diplostephium inesianum
- Diplostephium jaramilloi
- Diplostephium jelskii
- Diplostephium jenesanum
- Diplostephium juajibioyi
- Diplostephium julianii
- Diplostephium juniperinum
- Diplostephium konotrichum
- Diplostephium lacunosum
- Diplostephium lanatum
- Diplostephium lechleri
- Diplostephium leiocladum
- Diplostephium leucactinum
- Diplostephium macrocephalum
- Diplostephium meyenii
- Diplostephium micradenium
- Diplostephium mutiscuanum
- Diplostephium nevadense
- Diplostephium oblanceolatum
- Diplostephium oblongifolium
- Diplostephium obtusum
- Diplostephium ocanense
- Diplostephium ochraceum
- Diplostephium oxapampanum
- Diplostephium pachyphyllum
- Diplostephium parvifolium
- Diplostephium pearcei
- Diplostephium perijaense
- Diplostephium peruvianum
- Diplostephium phylicoides
- Diplostephium pittieri
- Diplostephium pulchrum
- Diplostephium ramiglabrum
- Diplostephium rangelii
- Diplostephium revolutum
- Diplostephium rhododendroides
- Diplostephium rhomboidale
- Diplostephium ritterbushii
- Diplostephium romeroi
- Diplostephium rosmarinifolium
- Diplostephium rupestre
- Diplostephium sagasteguii
- Diplostephium sandiense
- Diplostephium santamartae
- Diplostephium saxatile
- Diplostephium schultzii
- Diplostephium serratifolium
- Diplostephium spinulosum
- Diplostephium stuebelii
- Diplostephium tachirense
- Diplostephium tacorense
- Diplostephium tamanum
- Diplostephium tenuifolium
- Diplostephium tergocanum
- Diplostephium tolimense
- Diplostephium vaccinioides
- Diplostephium weberbaueri
- Diplostephium weddellii
- Diplostephium venezuelense
- Diplostephium vermiculatum
- Diplostephium violaceum
- Diplostephium wurdackii
- Diplostephium yahuarcochense